# حسین مظفری (روحانی)
حسین مظفری (زاده ۱۳۴۸ در قزوین) امام جمعه شهر قزوین و نماینده ولی فقیه در استان قزوین است. وی همچنین نماینده استان قزوین در ششمین دوره مجلس خبرگان رهبری نیز می باشد.

## زندگی شخصی
حسین مظفری در سال ۱۳۴۸ با اصالت قزوینی در تهران متولد شد.

## نماینده ولی فقیه و امام جمعه قزوین
حسین مظفری در ۱۰ بهمن ۱۴۰۳ به‌عنوان امام جمعه قزوین و نماینده ولی فقیه استان جایگزین عبدالکریم عابدینی گردید.

## مجلس خبرگان رهبری
وی با کسب ۱۳۹۴۸۱ رای بعنوان نماینده استان قزوین در ششمین دوره مجلس خبرگان رهبری انتخاب شد.